# جاكلين جونز
جاكلين جونز (بالإنجليزية: Jacqueline Jones)‏ هي كاتِبة واقتصادية ومؤرخة أمريكية، ولدت في 17 يونيو 1948 في ديلاوير في الولايات المتحدة.